# Rally de San Marino
El Rally de San Marino, oficialmente Rally di San Marino es una prueba de rally que se disputa anualmente en San Marino, en tramos de tierra desde el año 1970. Ha sido puntuable para diferentes campeonatos: Campeonato de Italia, Campeonato de Italia de tierra, Campeonato de Europa y el Intercontinental Rally Challenge.
La prueba también forma parte del Trofeo Loris Roggia, una copa destinada únicamente a copilotos. Paralelamente se desarrolla el Rally de San Marino Histórico, puntuable para el Campeonato de Europa de Rally Históricos.

## Palmarés
| Año                             | Edición                 | Piloto              | Copiloto            | Vehículo                   | Series |
| ------------------------------- | ----------------------- | ------------------- | ------------------- | -------------------------- | ------ |
| 1970                            | 1. Rally di San Marino  | Cavallari           | Benvenuti           | Porsche 911                |        |
| 1971                            | 2. Rally di San Marino  | Pittoni             | Bernacchini         | Lancia Fulvia HF           |        |
| 1972                            | 3. Rally di San Marino  | Bisulli             | Zanuccoli           | Fiat 124 Abarth            |        |
| 1973                            | 4. Rally di San Marino  | Sandro Munari       | Mario Manucci       | Lancia Fulvia HF           |        |
| 1974                            | 5. Rally di San Marino  | Bisulli             | Zanuccoli           | Fiat 124 Abarth            |        |
| Entre 1975 y 1977 no se celebró |                         |                     |                     |                            |        |
| 1978                            | 6. Rally di San Marino  | Zordan              | Bedin               | Porsche 911c               |        |
| 1979                            | 7. Rally di San Marino  | Tony Fassina        | Mannini             | Lancia Stratos             |        |
| 1980                            | 8. Rally di San Marino  | Adartico Vudafieri  | Penariol            | Fiat 131 Abarth            |        |
| 1981                            | 9. Rally di San Marino  | Tony Fassina        | “Rudy”              | Opel Ascona 400            |        |
| 1982                            | 10. Rally di San Marino | Antonio Tognana     | Massimo De Antoni   | Lancia Rally 037           |        |
| 1983                            | 11. Rally di San Marino | Miki Biasion        | Tiziano Siviero     | Lancia Rally 037           |        |
| 1984                            | 12. Rally di San Marino | Adartico Vudafieri  | Luigi Pirollo       | Lancia Rally 037           |        |
| 1985                            | 13. Rally di San Marino | Massimo Ercolani    | Loris Roggia        | Lancia Rally 037           |        |
| 1986                            | 14. Rally di San Marino | Fabrizio Tabaton    | Luciano Tedeschini  | Lancia Delta S4            |        |
| 1987                            | 15. Rally di San Marino | Patrick Snijers     | Dany Colebunders    | Lancia Delta 4WD           |        |
| 1988                            | 16. Rally di San Marino | Paola De Martini    | Umberta Gibellini   | Audi 90 quattro            |        |
| 1989                            | 17. Rally di San Marino | Giuseppe Grossi     | Alex Mari           | Lancia Delta Integrale     |        |
| 1990                            | 18. Rally di San Marino | Michele Gregis      | Fabio Ciceri        | Lancia Delta Integrale     |        |
| 1991                            | 19. Rally di San Marino | Massimo Ercolani    | Christina Larcher   | Lancia Delta Integrale 16v |        |
| 1992                            | 20. Rally di San Marino | Gilberto Pianezzola | Maurizio Imerito    | Lancia Delta Integrale 16v | ERC    |
| 1993                            | 21. Rally di San Marino | Giuseppe Grossi     | Antonio Borri       | Lancia Delta HF            |        |
| 1994                            | 22. Rally di San Marino | Andrea Navarra      | Renzo Casazza       | Subaru Impreza             |        |
| 1995                            | 23. Rally di San Marino | Giuseppe Grossi     | Antonio Borri       | Toyota Celica 4WD          |        |
| 1996                            | 24. Rally di San Marino | Massimo Ercolani    | Giorgio Manuzzi     | Subaru Impreza             |        |
| 1997                            | 25. Rally di San Marino | Gianfranco Cunico   | Pierangelo Scalvini | Ford Escort Cosworth       |        |
| 1998                            | 26. Rally di San Marino | Andrea Aghini       | Dario D'Esposito    | Toyota Corolla WRC         |        |
| 1999                            | 27. Rally di San Marino | Andrea Navarra      | Simona Fedeli       | Ford Escort Cosworth WRC   |        |
| 2000                            | 28. Rally di San Marino | Piero Longhi        | Lucio Baggio        | Toyota Corolla WRC         | ERC    |
| 2001                            | 29. Rally di San Marino | Paolo Andreucci     | Giusti              | Ford Focus WRC             | ERC    |
| 2002                            | 30. Rally di San Marino | Andrea Aghini       | Dario D'Esposito    | Peugeot 206 WRC            | ERC    |
| 2003                            | 31. Rally di San Marino | Andrea Navarra      | Simona Fedeli       | Subaru Impreza STI         | ERC    |
| 2004                            | 32. Rally di San Marino | Andrea Navarra      | Simona Fedeli       | Subaru Impreza STI         |        |
| 2005                            | 33. Rally di San Marino | Piero Longhi        | Maurizio Imerito    | Subaru Impreza STI         |        |
| 2006                            | 34. Rally di San Marino | Piero Longhi        | Maurizio Imerito    | Subaru Impreza STI         |        |
| 2007                            | 35. Rally di San Marino | Piero Longhi        | Maurizio Imerito    | Subaru Impreza STI         |        |
| 2008                            | 36. Rally di San Marino | Piero Longhi        | Maurizio Imerito    | Subaru Impreza STI         |        |
| 2009                            | 37. Rally di San Marino | Paolo Andreucci     | Ana Andreussi       | Peugeot 207 S2000          |        |
| 2010                            | 38. Rally di San Marino | Paolo Andreucci     | Ana Andreussi       | Peugeot 207 S2000          |        |
| 2011                            | 39. Rally di San Marino | Andreas Mikkelsen   | Ola FLoene          | Skoda Fabia S2000          |        |
| 2012                            | 40. Rally di San Marino | Giandomenico Basso  | Mittia Dotta        | Ford Fiesta RRC            | IRC    |
| 2013                            | 41. Rally di San Marino | Umberto Scandola    | Guido D'Amore       | Škoda Fabia S2000          |        |
| 2014                            | 42. Rally di San Marino | Paolo Andreucci     | Ana Andreussi       | Peugeot 208 T16            |        |

- Referencias[4][5][6]